# Dillenia triquetra
Dillenia triquetra är en tvåhjärtbladig växtart som först beskrevs av Christen Friis Rottbøll, och fick sitt nu gällande namn av Ernest Friedrich Gilg. Dillenia triquetra ingår i släktet Dillenia och familjen Dilleniaceae. Inga underarter finns listade i Catalogue of Life.